# Tứ phương quán
Tứ phương quán (tiếng Trung:  四方馆; tiếng Anh: Go East) là phim cổ trang hài của Trung Quốc được chiếu vào năm 2024. Bộ phim được chuyển thể từ tiểu thuyết 《Tây Vực Liệt Vương Ký》của tác giả Trần Tiệm. Tứ Phương Quán do Triệu Khởi Thần làm đạo diễn cùng với sự tham gia của các diễn viên Đàn Kiện Thứ, Châu Y Nhiên, Đỗ Thuần, Hám Thanh Tử. Bộ phim là câu chuyện của Nguyên Mạc, A Thuật, Vương Côn Ngô, Uất Trì Hoa cùng các chí sĩ tứ phương, những người mang lý tưởng cao cả, vì quốc gia và chính nghĩa mà sẵn lòng rèn giũa trưởng thành, dũng cảm tiến lên.
Bộ phim được khai máy vào ngày 5 tháng 7 năm 2023  và đóng máy vào ngày 23 tháng 10 năm 2023 . Phim bắt đầu lên sóng vào ngày 23 tháng 8 năm 2024 trên iQIYI.

## Nội dung
Tại thành Trường Lạc ở vương quốc Đại Ung có một vị cư dân tên là Nguyên Mạc, người thường ở tại cửa thành làm công tác cung cấp chứng nhận nhập thành cho người ngoại quốc. Không ngờ một ngày Nguyên Mạc vô tình bắt được một người lưu dân tới từ ngoại quốc tên là A Thuật có ý đồ trà trộn vào thành. Nguyên Mạc còn vô tình gặp gỡ Vương Côn Ngô, một vị tướng quân nơi biên quan bởi vì phạm sai lầm mà tới Tứ Phương Quán báo cáo công tác. Từ đây cuộc đời của Nguyên Mạc đã rẽ sang một phương hướng khác. Xưa nay chỉ thích sống tản mạn, lấy uống rượu làm niềm vui như Nguyên Mạc đã bị chủ nhân của Tứ Phương Quán kéo tới Tây viện trực thuộc Tứ Phương Quán làm việc, trở thành người một vị quan nhỏ chuyên phụ trách xử lý công tác ngoại giao với các quốc gia khác. Trời xui đất khiến, A Thuật trở thành Nguyên Mạc "tiểu tỳ nữ", Vương Côn Ngô trở thành Nguyên Mạc cấp trên, ngoài ra còn có nữ bá vương Uất Trì Hoa xuất thân hầu môn cũng tới Tứ Phương Quán làm việc. Nguyên Mạc từ bị cười nhạo là "phế vật" Tây viện dần dần trưởng thành lên sau mỗi lần phá giải các vụ án khó khăn. 

## Danh sách diễn viên

### Nhân vật chính
| Diễn viên    | Vai           |
| ------------ | ------------- |
| Đàn Kiện Thứ | Nguyên Mạc    |
| Châu Y Nhiên | A Thuật       |
| Đỗ Thuần     | Vương Côn Ngô |
| Hám Thanh Tử | Uất Trì Hoa   |

### Ngoài ra còn có sự tham gia của các diễn viên:
| Diễn viên       | Vai             |
| --------------- | --------------- |
| Nguỵ Tử Hân     | Vu Đắc Thuỷ     |
| Vương Thành Tư  | Lão Lý          |
| Thiệu Vĩ Đồng   | Thanh Nhi       |
| Trương Thư Luân | An Tu Nghĩa     |
| Vương Tử Phỉ    | Lâm Tố Tố       |
| Chu Lịch Kiệt   | Thẩm Bách Luyện |
| Vương Sóc       | An Viễn Đạo     |
| Hoắc Chính Ngạn | Giang Khu       |
| Vương Tiêu      | Mã Trị Văn      |
| Đàm Hiểu Phàm   | Hồng Diệp       |
| Trần Tiểu Vân   | A Sử Lan        |
| Từ Hải Kiều     | Đa Di           |
| Trương Luỹ      | Khang Vân Hải   |
| Hắc Tử          | Quách quốc công |
| Chu Tiểu Xuyên  | Long Đột Kỳ     |
| Tống Hàm Vũ     | Mộ Nhất Khoan   |
| Thang Mộng Giai | Tiểu Nga        |
| Vương Y Dao     | Hoa tiểu nương  |
| Vu Dương        | Bạch quán chủ   |
| Triệu Kha       | Lý phu nhân     |
| Tôn Phong Nham  | Nguyên Hán Cảnh |